# Teorías sobre la pobreza
Las teorías sobre las causas de la pobreza son la base de las estrategias de reducción de la pobreza.
Mientras que en las naciones desarrolladas la pobreza se considera a menudo defecto personal o estructural, en los países en vías de desarrollo el tema de la pobreza es más profundo debido a la carencia de fondos estatales. Algunas teorías sobre pobreza en los países en desarrollo se centran en características culturales como retardadoras del desarrollo. Otras teorías se centran en aspectos sociales y políticos que perpetúan la pobreza; las percepciones de los pobres tienen un impacto significativo en el diseño y la ejecución de programas para aliviar la pobreza.
Tal y como ha señalado el Programa de las Naciones Unidas para el Desarrollo (PNUD), la causa última del abandono y la pobreza en que se encuentra buena parte de la población mundial no residiría tanto en la insuficiencia de recursos financieros, sino en «la ausencia de compromiso político» de los distintos gobiernos para solucionar dichos problemas.

## Causas de la pobreza en Estados Unidos

### La pobreza como fallo personal
Respecto a la pobreza en Estados Unidos,  hay dos líneas principales de pensamiento. La línea más común es que una persona es pobre debido a rasgos propios. Estos rasgos provocan que la persona falle, y se supone que van desde características de su personalidad, como la pereza, a los niveles educativos que ha alcanzado. A pesar de esta gama, siempre se considera como un fracaso personal del individuo el no salir de la pobreza. Esta escuela de pensamiento brota de la idea de meritocracia y su atrincheramiento en el pensamiento de EE. UU. La meritocracia, según Katherine S. Newman, es “la opinión de que quienes son dignos son recompensados, y quienes no consiguen cosechar méritos tienen también que carecer de valor personal.” Esto no significa que todos los seguidores de la meritocracia crean que una persona pobre merezca su bajo nivel de vida. Más bien las ideas subyacentes de fracaso personal muestran la resistencia a programas sociales y económicos como los del Estado del bienestar: la carencia de prosperidad de un individuo pobre muestra un fallo de ese individuo, y dicha carencia no tendría que ser compensada (ni justificada) por el Estado.

### La pobreza como fallo estructural
Rank, Yoon y Hirschl (2003) presentan un argumento contrario a la idea de que los fallos personales son la causa de la pobreza. Consiste en que la pobreza en Estados Unidos es resultado de “fallos estructurales.” En el artículo se identifican fallos estructurales (sociales y económicos) clave que contribuyen fuertemente a la pobreza en EE. UU. El primero es un fallo del mercado de trabajo en proporcionar una cantidad apropiada de trabajos que paguen bastante para mantener a las familias fuera de la pobreza. Incluso si el desempleo es bajo, el mercado de trabajo puede estar saturado con trabajos a tiempo parcial mal pagados y sin complementos salariales (limitando así la cantidad de trabajos a tiempo completo bien pagados). Rank, Yoon y Hirschl examinaron la Encuesta de Ingresos y Participación en Programas (SIPP), un estudio longitudinal sobre ocupación e ingresos. Utilizando la línea oficial de pobreza de 17 029 $ (1999) para una familia de cuatro miembros,  hallaron que el 9,4 % de las personas que trabajaban a tiempo completo y el 14,9 % de las personas que trabajan al menos a tiempo parcial no ganaban bastante anualmente para mantenerlos por encima de la línea de pobreza. Otro estudio mostró que el 29 % de las familias en Estados Unidos podrían aguantar seis meses o más si dejaran de percibir ingresos. Más del 50 % de los encuestados dijeron que alrededor de dos meses, y otro 20 %, que no podrían aguantar más de dos semanas. Un salario mínimo bajo, combinado con trabajos a tiempo parcial sin complementos (como el seguro médico), ha contribuido a esta incapacidad del mercado de trabajo para generar bastantes empleos que puedan mantener a una familia fuera de pobreza. Esto es un ejemplo de un fracaso estructural económico.
Rank, Yoon y Hirschl señalan la cantidad mínima de redes de apoyo social en EE. UU. como fallo estructural social, que contribuye notablemente a la pobreza en ese país. Otras naciones industrializadas dedican más recursos a ayudar a los pobres que EE. UU. Como resultado de esta diferencia, la pobreza es menor en las naciones que dedican más a medidas y programas para reducir la pobreza. Rank et al. utilizan una tabla para ilustrar este argumento. Dicha tabla muestra que en 1994, el índice real de pobreza (el nivel que alcanzaría sin intervenciones del Estado) en los EE. UU. era del 29 %. Es bajo cuando se compara con índices reales en Canadá (29 %), Finlandia (33 %), Francia (39 %), Alemania (29 %), Holanda (30 %), Noruega (27 %), Suecia (36 %) o Reino Unido (38 %). Pero cuando se incluyen las medidas y los programas estatales, el índice de reducción en la pobreza en los Estados Unidos es bajo (38 %). Canadá y el Reino Unido tuvieron la reducción más baja fuera de EE. UU. (66 %), mientras Suecia, Finlandia y Noruega consiguieron reducciones mayores del 80 % (todos los porcentajes tomados de Rank, Yoon y Hirschl, 2003, p. 17, p. 17).

## Causas de la pobreza en los países en desarrollo
De acuerdo con el Manual sobre pobreza y desigualdad del Banco Mundial, una institución cuyo primer objetivo es, precisamente, luchar contra la pobreza: "La pobreza puede deberse a características nacionales, sectoriales, comunitarias, individuales o de los hogares." Afirma asimismo que "no hay razones para creer que las causas últimas de las pobrezas son las mismas en todas partes." Pueden ser: geográficas (la pobreza es alta en zonas geográficamente aisladas, alejadas de carreteras pavimentadas, de vías fluviales navegables, de líneas eléctricas y de centros administrativos, educativos y hospitalarios, con pocos recursos, donde llueve poco o demasiado, o las condiciones climáticas son poco hospitalarias); políticas (ineficacia del Gobierno, corrupción, conflictos armados); o específicas del hogar, como enfermedades, violencia doméstica o número de miembros (en Camboya el tamaño medio de las familias del quintil más pobre es de 6,6 miembros, mientras que el del quintil más rico es de 4,9 miembros).

### Pobreza como características culturales
El desarrollo desempeña un papel central en la reducción de la pobreza en los países del tercer mundo. Algunos autores perciben que las mentalidades nacionales influyen en la capacidad para un país para desarrollarse y así reducir la pobreza. Mariano Grondona (2000) perfila veinte “factores culturales” que, dependiendo de cómo los considera cada cultura, pueden ser indicadores de si el entorno cultural es favorable o resistente al desarrollo. A su vez Lawrence E. Harrison (2000) identifica diez “valores” que, como los factores de Grondona, pueden ser indicativos del entorno del desarrollo de la nación. Finalmente, Stace Lindsay (2000) afirma que las diferencias entre las naciones propensas y resistentes al desarrollo se atribuyen a modelos mentales (que, como los valores, influyen en las decisiones que hacen los humanos). Los modelos mentales son también creaciones culturales. Grondona, Harrison y Lindsay coinciden todos en que las naciones sin valores ni mentalidades orientados al desarrollo lo tendrán difícil, si no imposible, para desarrollarse eficazmente, y que algún tipo de cambio cultural será necesario en esos países para reducir la pobreza.
En el capítulo “Una tipología cultural del desarrollo económico”, del libro La cultura importa, Mariano Grondona sostiene que el desarrollo es un asunto de decisiones. Estas decisiones, ya sean favorables o no al desarrollo, se toman dentro del contexto cultural. Todos los valores culturales considerados conjuntamente crean “sistemas de valores”. Estos sistemas influyen fuertemente en la forma en que se toman decisiones,  así como en las reacciones a dichas decisiones y en sus resultados. En el mismo libro, el capítulo de Stace Lindsay afirma que las decisiones que toman los individuos son un resultado de modelos mentales. Estos modelos mentales influyen en todos los aspectos de las acciones humanas. Como los sistemas de valores de Grondona, estos modelos mentales dictan la posición de un país sobre el desarrollo, y de aquí su capacidad para abordar la pobreza.
Grondona presenta dos sistemas de valores (modelos mentales) ideales, uno de los cuales solo tiene valores favorables al desarrollo, mientras que el otro los tiene contrarios. Los sistemas de valores reales fluctúan y se encuentran en algún punto entre estos dos polos, pero los países desarrollados tienden a agruparse cerca de uno, mientras que los subdesarrollados tienden a arracimarse junto al otro. Grondona profundiza e identifica 20 factores culturales en los que los dos sistemas de valores se oponen. Estos factores incluyen la religión dominante; el papel del individuo en la sociedad; el valor que se da al trabajo; los conceptos de riqueza, competencia (en el sentido de competición, no de aptitud), justicia y tiempo; y el papel de la educación. En otro capítulo (Promoviendo un cambio cultural progresista), también de La cultura importa, Lawrence E. Harrison identifica valores, como los factores de Grondona, que diferencian las culturas "progresistas" de las "estáticas". La religión, el valor del trabajo, justicia general y concepto del tiempo se incluyen en esta lista, pero Harrison también añade la frugalidad y el sentimiento de comunidad como factores importantes. Como Grondona y Harrison, Lindsay también presenta "patrones de pensamiento" que difieren entre las naciones que se sitúan en polos opuestos de la escala de desarrollo. Lindsay se centra más en aspectos económicos como las formas que adopta el capital y las características del mercado. De estas listas emergen aspectos clave como características de las culturas favorables al desarrollo: confianza en el individuo con fomento de las fortalezas individuales; capacidad para pensar libremente en un entorno seguro y abierto; importancia del cuestionamiento y la innovación; imperio de la ley; marco temporal orientado al futuro con énfasis en metas prácticas y alcanzables; meritocracia; mentalidad autónoma dentro de un mundo más amplio; se da un alto valor a una ética del trabajo fuerte, y se recompensa; enfoque en lo microeconómico; y un valor de lo que no es económico, pero tampoco antieconómico, siendo esto último siempre una deficiencia. En cambio, las características de un sistema de valores contrario al desarrollo son: supresión del individuo mediante el control de la información y la censura; aplicación irregular de la ley y la justicia (importan más la familia y sus conexiones); y una mentalidad pasiva de cara a un mundo más amplio.
Grondona, Harrison y Lindsay coinciden todos en que al menos algunos aspectos de las culturas resistentes al desarrollo necesitan cambiar para permitir a las naciones subdesarrolladas (y a las minorías culturales dentro de los países desarrollados) un desarrollo eficaz. De acuerdo con sus argumentos, la pobreza está impulsada por las características culturales de las naciones subdessarrolladas, y para que controlen la pobreza, deben avanzar en el sendero del desarrollo.

### Pobreza como etiqueta
Varios teóricos creen que la forma en que la pobreza se aborda, define, y por tanto se considera, desempeña un papel en su perpetuación. Maia Green (2006) explica que la literatura de desarrollo moderna tiende a contemplar la pobreza como un problema de agencia. Cuando la pobreza es una agencia prescrita, deviene algo que le ocurre a la gente. La pobreza absorbe a la gente en su interior, y a su vez, la gente deviene parte de la pobreza y es desprovista de sus características humanas. De cierta forma, la pobreza, según Green, se ve como un objeto en el cual todas las relaciones sociales (y las personas involucradas) se ven oscurecidas. Asuntos como los fallos estructurales (ver la sección anterior), desigualdades institucionalizadas, o corrupción, pueden ser la raíz de la pobreza de una región, pero se ven oscurecidas por afirmaciones amplias sobre la pobreza. Arjun Appadurai escribe que los "términos de reconocimiento" (tomados de los puntos de reconocimiento de Charles Taylor) que se dan a los pobres son los que permiten a la pobreza tomar su forma autónoma generalizada. Los términos son "dados" a los pobres porque los pobres carecen de capital económico y social, y así tienen poca o ninguna influencia en cómo son representados o percibidos en la comunidad a la que pertenecen. Además, el término "pobreza" se emplea a menudo como asunto generalizado. Así se impide más todavía a los pobres definir su situación, pues la amplitud del término cubre las diferencias en las historias y las causas de las desigualdades locales. Las soluciones o planes para la reducción de la pobreza fallan a menudo precisamente porque es omitido el contexto de la pobreza de una región y no se consideran las condiciones locales. 
Las formas específicas en que son reconocidos los pobres y la pobreza los encuadran en un enfoque negativo. En la literatura sobre desarrollo la pobreza deviene algo que debe ser erradicado o combatido. Siempre se presenta como un problema singular que se debe arreglar. Cuando se fomenta una visión negativa de la pobreza (como un objeto animado), puede llevar a menudo a una extensión de negatividad a aquellos que la experimentan. Esto a su vez puede conducir a la justificación de las desigualdades a través de la idea de que los pobres merecen su miseria. Incluso si los patrones de pensamiento no llegan hasta el extremo de la justificación, la forma negativa de ver la pobreza, de acuerdo con Appadurai, contribuye notablemente a asegurar pocos cambios en las políticas de redistribución.

### Pobreza como restricción de oportunidades
El entorno de la pobreza se encuentra marcado por condiciones inestables y una falta de capital (tanto humano como económico) que juntamente crean la característica vulnerabilidad de la pobreza. Como las personas hacen su vida dentro de su entorno, este entorno determina las decisiones y acciones diarias, basadas en lo que está presente y lo que no. Dipkanar Chakravarti afirma que la práctica diaria de la persona pobre en navegar por su entorno de pobreza hace que se desenvuelva en él con facilidad, pero también hace que sea prácticamente analfabeta para desenvolverse fuera de él. Así, cuando una persona pobre realiza transacciones e interacciones con la norma social, lo que esta persona comprende de la sociedad no pobre está limitado, y de esta manera sus decisiones revierten a las más eficaces en un entorno de pobreza. De esta forma nace un tipo de ciclo en el que las "dimensiones de la pobreza no son meramente aditivas, sino que su naturaleza interactúa y se refuerza."
De acuerdo con Arjun Appadurai (2004), la clave del entorno de pobreza, lo que hace que los pobres entren en este ciclo, es su falta de capacidades. La idea de capacidad de Appardurai está relacionada con las ideas de "voz" y "salida" de Albert Hirschman, que son formas en que las personas pueden oponerse a aspectos de su entorno: alzar la voz para manifestar su disgusto, o abandonar dicho aspecto. Visto de esta forma, a una persona pobre le faltan las adecuadas (capacidades de) voz y salida para cambiar su posición. Appadurai aborda específicamente la capacidad para aspirar a algo mejor y su papel en la continuación de la pobreza y su entorno. Las aspiraciones se forman a través de la vida social y sus interacciones. Se puede decir así que las aspiraciones de una persona están influidas por su entorno. Appadurai sostiene que cuanto más rica es una persona, más oportunidades tiene, no solo de alcanzar sus aspiraciones, sino también de ver los caminos que llevan a conseguirlas. Practicando activamente su capacidad de aspirar, la élite no solo amplía el horizonte de sus aspiraciones, sino que también mejora su habilidad para alcanzarlas al aprender los caminos más fáciles y eficaces a través de dicha práctica. Por otro lado, el horizonte de aspiraciones de los pobres es más cerrado y menos constante que el de la élite.
Por tanto la capacidad de aspirar requiere práctica y, como argumenta Chakravarti, cuando una capacidad (o un proceso de toma de decisiones) no se perfecciona con la práctica, queda imperfecto, y falla a menudo. La inestable vida de pobreza a menudo limita los niveles de aspiraciones de los pobres a la pura necesidad (como tener comida para alimentarse) y a su vez refuerza esos niveles de aspiraciones rebajados (alguien que se ocupa de estudiar, en vez de buscar la suficiente comida, no sobrevivirá mucho en un entorno de pobreza). Como la capacidad de aspirar (o su falta) refuerza y perpetúa el ciclo de pobreza, Appadurai sostiene que ampliar el horizonte de aspiraciones de los pobres los ayudará a encontrar tanto voz como salida. Las formas de hacer esto incluyen cambiar los términos de reconocimiento (ver la sección anterior) o crear programas que proporcionen a los pobres un campo en el que practicar capacidades. Un ejemplo de este campo pueden ser viviendas construidas por los pobres para los pobres. A través de ello los pobres no solo pueden mostrar sus habilidades, sino también practicar el trato con agencias estatales y el resto de la sociedad. A través de proyectos colaborativos, los pobres son capaces de ampliar su horizonte de aspiraciones, más allá de la comida de mañana, al cultivo de habilidades y la entrada en un mercado más extenso.